# Max Dünnebier
Max Dünnebier (* 22. November 1878 in Briesnitz, Königreich Sachsen; † 19. März 1950 in Neuwied, Rheinland-Pfalz) war ein deutscher Erfinder und Mitbegründer des Unternehmens Winkler & Dünnebier.

## Leben und Werk

### Die Anfänge
Max Dünnebier wurde in Briesnitz bei Dresden geboren. Mit kaum 20 Jahren begann sich der nun in Heidenau lebende Mechaniker Dünnebier mit einem Problem außerhalb seiner damaligen Tätigkeit zu befassen. Er tüftelte in seiner Freizeit an einer Maschine, die nach dem Rotationsprinzip Papierzuschnitte von einem Papierstapel zu fertigen Briefumschlägen falten und verkleben sollte. Nachdem ihm dies gelungen war, konnte er am 15. September 1900 sein erstes Patent auf eine Maschine zur Herstellung von Briefumschlägen und Beuteln (Patent Nr. 154424) anmelden. Allerdings beurteilten Fachleute seine Erfindung als praktisch nicht durchführbar. Da er nicht über die nötigen Geldmittel verfügte, eine verkaufsreife Maschine auf der Basis seiner patentierten Erfindung zu bauen, veröffentlichte er in einer Fachzeitschrift eine Anzeige zur Kapitalsuche: „Kapital zur Ausbeutung einer neuen epochemachenden Erfindung (Briefumschlagmaschine mit rotierenden Werkzeugen) gesucht“.
In Deutschland meldete sich niemand auf diese Anzeige. Wohl aber antwortete ein in Großbritannien lebender Deutscher, Anton Wantzen, der seit längerer Zeit deutsche Briefumschlagmaschinen auf dem britischen Markt mit Erfolg verkaufte. Er erklärte sich bereit, drei Maschinen zu finanzieren. Zu viele technische Mängel verhinderten jedoch den Bau weiterer Maschinen. Eine der drei „Erstlinge“ erwarb die große britische Briefumschlagfabrik „Millington and Sons“ (gegr. 1824 in London), die ihren Wert erkannte. Sie empfahl dem Erfinder Dünnebier, sich an die Maschinenfabrik Fischer & Wescher in Elberfeld zu wenden und sich weitere Hinweise zur Verbesserung seiner Rotationsmaschine zu erbitten. Dieses Elberfelder Unternehmen produzierte schon verschiedene Maschinen zur Herstellung von Briefumschlägen. Deren Inhaber schlug Dünnbier eine Zusammenarbeit vor, aus der eine verbesserte Maschine hervorging. Da diese hinreichend funktionierte, war Fischer & Wescher aber zu Dünnebiers Verdruss nicht mehr bereit, neues Geld in weitere Neukonstruktionen zu stecken.

### Unternehmensgründung
Max Dünnebier lernte seinen späteren Geschäftspartner und Freund Alfred Winkler 1911 kennen, als Dünnebier für Fischer & Wescher eine neue Briefumschlagmaschine bei der Neuwieder Couvertfabrik Willy Strüder aufstellte. Dort arbeitete als Werksleiter Alfred Winkler, der bereits selber mehrere Patente auf dem Gebiet der Briefumschlagherstellung erworben hatte. Aus dem gemeinsamen Interesse der beiden aus Sachsen stammenden Männer erwuchs schnell eine Freundschaft und der Wunsch, sich zusammen unternehmerisch zu betätigen. Während Dünnebier vorerst weiter in Elberfeld arbeitete, errichtete Winkler eine Versuchswerkstatt und fertigte dort erste Maschinenmodelle und Gussstücke. Winklers Arbeitgeber, der Unternehmer Willy Strüder, förderte das Streben der beiden Mechaniker nach Eigenständigkeit. Teile der ersten Maschine durften sogar in Strüders Fabrik hergestellt werden.
Mit einem Gründungskapital von nur 3.500 Mark (einem Vorschuss aus dem Verkauf ausländischer Patente) setzten die beiden Männer 1913 ihren Wunsch um und gründeten das Unternehmen Winkler & Dünnebier in Neuwied. Der Vertrieb erfolgte unter der Marke Helios. Auf Grundlage der früheren Erfindungen und Patente der beiden Gründer konnte das jungen Unternehmen Rotations-Briefumschlagmaschinen anbieten, die eine deutlich höhere Geschwindigkeit und Präzision bei der Briefumschlagherstellung ermöglichten als die herkömmliche Klappenmaschinentechnik.

### Weltkriege und Weltwirtschaftskrise
Der Ausbruch des Ersten Weltkriegs brachte für Winkler & Dünnebier einen großen Geschäftseinbruch. Dem versuchte Alfred Winkler mit dem Einstieg in das Geschäft für Süßwarenmaschinen zu begegnen. Eine zufällige Bekanntschaft mit dem Direktor einer Schokoladenfabrik hatte ihn auf den Gedanken gebracht, eine Schokoladenüberziehmaschine zu entwickeln. Nachdem er 1914 ein Patent darauf erhalten hatte, konnte 1916 ein erstes Exemplar an eine bedeutende deutsche Schokoladenfabrik ausgeliefert werden. Nach dem Ersten Weltkrieg wurden diese Maschinen dann weltweit verkauft. Zuvor wurde Winkler & Dünnebier aber in die Rüstungsindustrie eingebunden und musste ab 1917 vorwiegend Granathülsen fertigen.
Nach Kriegsende machten es der durch die Kriegsfertigung verschlissene Maschinenpark und die Hyperinflation Winkler & Dünnebier sehr schwer, die Maschinenproduktion wieder aufzunehmen. Als sich der führende US-amerikanische Briefumschlaghersteller Tension Envelope 1922 anbot, die Couvertmaschinen von Winkler & Dünnebier in den USA zu vertreiben, tat sich für des Neuwieder Unternehmen ein neuer, riesiger Markt auf.
Winkler & Dünnebier erholte sich nach der Weltwirtschaftskrise so gut, dass 1936 das Unternehmen Fischer & Wescher, Konkurrent und ehemaliger Arbeitgeber von Max Dünnebier, übernommen werden konnte. Dieses Unternehmen hatte einige Jahre zuvor eine Rotations-Briefumschlagmaschine entwickelt, die Couverts nicht mehr von einem Stapel gestanzter Blätter, sondern direkt von der Papierrolle herstellte.
Von 1939 bis 1945 wurde der Betrieb wieder zur Produktion von kriegswichtigen Geräten verpflichtet und stellte im Werk II Lehren, Messwerkzeuge und Prüfvorrichtungen für die Rüstungsindustrie her. Alfred Winklers Tod kurz nach Ende des Zweiten Weltkriegs fiel in eine nicht nur für Winkler & Dünnebier sehr schwierige Zeit. Durch alliierte Bombenangriffe und Demontage war das Werk in Neuwied schwer beschädigt worden. Außerdem waren viele Mitarbeiter im Krieg umgekommen oder befanden sich in Kriegsgefangenschaft. Gemeinsam mit Richard Winkler, Alfred Winklers Sohn, gelang es Max Dünnebier bis zu seinem Tod 1950, das schwer angeschlagene Unternehmen nicht nur zu retten, sondern durch eine Reihe neuer technischer Entwicklungen zu einem neuen Aufschwung zu verhelfen.

### Familie und Privates
Max Dünnebier war mit Hulda Klara geb. Wolf (1879–1945) verheiratet und hatte mit ihr drei Töchter: Ottilie Klencher (1905–1993), Grete Heckert und Ilse Wagenbach (1917–1995). Einen großen Teil seines Lebens beschäftigte er sich privat mit dem Perpetuum mobile.

## Ehrungen
Nach Max Dünnbiers Tod wurde ihm zu Ehren in Neuwied eine Straße benannt.